# Hatschekia longibrachium
Hatschekia longibrachium is een eenoogkreeftjessoort uit de familie van de Hatschekiidae. De wetenschappelijke naam van de soort is voor het eerst geldig gepubliceerd in 1939 door Yamaguti.